# Adolf de Meyer

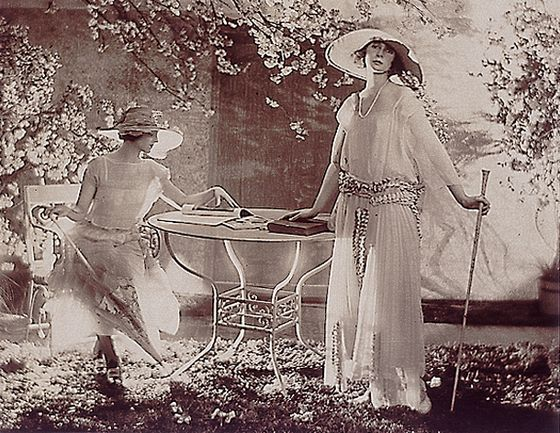
Fotografía de moda de Adolf de Meyer, 1920.

Adolf Eduard Sigismund de Meyer (París, 1 de septiembre de 1868-Los Ángeles, 6 de enero de 1946) fue un fotógrafo alemán. Fue uno de los primeros fotógrafos de moda de renombre. Destacó también en el retrato, el paisaje y el bodegón. Tenía el título de barón.

## Biografía
Era hijo de un judío alemán, Adolphus Louis Meyer, y de una escocesa, Adele Watson. Nacido en París, creció y recibió su educación en Dresde. En 1895 se instaló en Londres, donde ingresó en la Royal Photographic Society. En 1899 casó con Olga Caracciolo, conocida desde entonces como Olga de Meyer, escritora y modelo de artistas. Sin embargo, fue un matrimonio por conveniencia, ya que Meyer era homosexual.
En 1913 se trasladó a Nueva York, donde se cambió el nombre por Gayne de Meyer. Trabajó entonces como fotógrafo para la revista de moda Vogue (1913-1922). En 1922 fue nombrado fotógrafo jefe de Harper's Bazaar en París, cargo que ocupó por dieciséis años. En 1938 volvió a Estados Unidos.
Su estilo se basó en imágenes brillantes, algo desenfocadas, con iluminación de fondo y brillos blancos o plateados. Sus fotografías de moda no se centraban en la modelo, sino que procuraba ofrecer una ambientación general, concebida bajo premisas casi pictóricas. Eran imágenes románticas, sugestivas, con modelos de aire indiferente, que evocaban una belleza clásica. En los años 1920 su obra ejerció una gran influencia, aunque ya en los 1930 su estilo empezó a pasar de moda.